# Tribunal del Consulado
Un Tribunal del Consulado fue un organismo colegiado creado por autorización real en cada una de las principales ciudades hispanoamericanas durante el imperio español, a instancias de los comerciantes locales. Su función era atender los litigios y juicios derivados de las transacciones comerciales y mercantiles, así como la regulación del comercio. Se crearon a imitación de los Consulados de Burgos y Sevilla.
Los principales Consulados hispanoamericanos fueron:
- El Tribunal del Consulado de México
- El Tribunal del Consulado de Lima
- El Real Tribunal del Consulado de Santiago
- El Consulado de Comercio de Buenos Aires

- Datos: Q6152397